# Havardia
Havardia là một chi thực vật có hoa trong họ Đậu.